# 四部作
四部作（よんぶさく）は、四つにそれぞれ分かれていながら、同じ一つの主題を持つ作品群のこと。テトラロジー（英: Tetralogy）。

## 実例

### 劇・詩
- リヒャルト・ワーグナー
  - ニーベルングの指環　-「ラインの黄金」、「ワルキューレ」、「ジークフリート」、「神々の黄昏」
- ウィリアム・シェイクスピア
  - 史劇 - 「ヘンリー六世」三部作と「リチャード三世」
  - 史劇 - 「リチャード二世」、「ヘンリー四世」二部作、「ヘンリー五世」

- ジョン・アップダイク
  - ウサギ四部作 - 「走れウサギ」、「帰ってきたウサギ」、「金持になったウサギ」、「さようならウサギ」
- ルイ・アラゴン
  - 「現実世界」四部作 - 「パールの鐘」、「お屋敷町」、「二階馬車の乗客達」、「オーレリアン」

### 音楽
- エマーソン・レイク・アンド・パーマー
  - 「ELP四部作」(Works, Vol.1)
- ジョージ・ウィンストン
- 四季四部作 - 「AUTUMN」、「WINTER INTO SPRING」、「DECEMBER」、「SUMMER」
- NEWS
  - 「NEVERLAND」「EPCOTIA」「WORLDISTA」「STORY」

### 小説
- 三島由紀夫
  - 「豊饒の海」四部作 - 「春の雪」、「奔馬」、「暁の寺」、「天人五衰」
- 司馬遼太郎
  - 戦国四部作 - 「国盗り物語」、「新史太閤記」、「関ヶ原」、「城塞」
- 柳美里
  - 「命」四部作 - 「命」、「魂」、「生」、「声」
- 金井美恵子
  - 目白四部作 -「文章教室」、「小春日和」、「タマや」、「道化師の恋」
- 京極夏彦
  - 「巷説百物語」四部作 - 「巷説百物語」、「続巷説百物語」、「後巷説百物語」、「前巷説百物語」
- マルク・アルダーノフ
  - 「思索家」四部作 - 「テルミドール九日の変遷」、「悪魔の橋」、「陰謀」、「セント・ヘレナ、小さき島」
- トーマス・マン
  - 「ヨセフとその兄弟」四部作 - 「ヤコブ物語」、「若いヨセフ」、「エジプトのヨセフ」、「養う人ヨセフ」
- ダン・シモンズ
  - ハイペリオン四部作 - 「ハイペリオン」、「ハイペリオンの没落」、「エンディミオン」、「エンディミオンの覚醒」
- ジョン・クリストファー
  - トリポッド・シリーズ - 「トリポッド1 襲来」「トリポッド2 脱出」「トリポッド3 潜入」「トリポッド4 凱歌」
- エラリー・クイーン
  - ドルリー・レーン悲劇四部作 - 「Xの悲劇」、「Yの悲劇」、「Zの悲劇」、「レーン最後の事件」
- ジェイムズ・エルロイ
  - 「暗黒のLA」四部作 - 「ブラック・ダリア」、「ビッグ・ノーウェア」、「L.A.コンフィデンシャル」、「ホワイト・ジャズ」
- トマス・ハリス
  - ハンニバル・レクター四部作 - 「レッド・ドラゴン」、「羊たちの沈黙」、「ハンニバル」、「ハンニバル・ライジング」
- ステファニー・メイヤー
  - 「トワイライト」四部作 - 「Twilight」「New Moon」「Eclipse」「Breaking Dawn」
- クリストファー・パオリーニ
  - 「ドラゴンライダー」四部作 - 「エラゴン」「エルデスト」「ブリジンガー」「インヘリタンス」

### 絵本
- エリック・カール
  - 虫にちなんだ四部作 - 「はらぺこあおむし」、「くもさん おへんじ どうしたの」、「だんまり こおろぎ」、「さびしがりやの ほたる」

### テレビドラマ
- ユン・ソクホ
  - 四季四部作 - 「冬のソナタ」、「秋の童話」、「夏の香り」、「春のワルツ」

### 映画
- ジョージ・パル
  - 宇宙映画四部作 - 「地球最後の日」、「月世界征服」、「宇宙戦争」、「宇宙征服」
- スーパーマン四部作 - 「スーパーマン」、「スーパーマン2－冒険編」、「スーパーマン3－電子の要塞」、「スーパーマン4－最強の敵」
- エイリアン四部作
- ダイ・ハード四部作 - 「ダイ・ハード」、「ダイ・ハード2」、「ダイ・ハード3」、「ダイ・ハード4.0」
- ジョーズ四部作 - 「ジョーズ」、「ジョーズ2」、「ジョーズ3」、「ジョーズ'87 復讐篇」
- リーサル・ウェポン四部作 - 「リーサル・ウェポン」、「リーサル・ウェポン2/炎の約束」、「リーサル・ウェポン3」、「リーサル・ウェポン4」

### テレビアニメ
- シティーハンター - 『シティーハンター』、『シティーハンター2』、『シティーハンター'91』、『シティーハンター3』
- ゼロの使い魔シリーズ - 『ゼロの使い魔』『ゼロの使い魔～双月の騎士～』『ゼロの使い魔～三美姫の輪舞～』『ゼロの使い魔F』
- デジモンシリーズ（デジモン四部作） - 『デジモンアドベンチャー』、『デジモンアドベンチャー02』、『デジモンテイマーズ』、『デジモンフロンティア』
- トランスフォーマーシリーズ（平成四部作） - 『トランスフォーマー カーロボット』、『超ロボット生命体トランスフォーマー マイクロン伝説』、『トランスフォーマー スーパーリンク』、『トランスフォーマー ギャラクシーフォース』
- みなみけシリーズ - 『みなみけ』『みなみけ～おかわり～』『みなみけ おかえり』『みなみけ ただいま』

### ゲーム
- スティーブ・ジャクソン
  - ゲームブック「ソーサリー」四部作 - 「魔法使いの丘」、「城砦都市カーレ」、「七匹の大蛇」、「王たちの冠」

### バラエティ番組、その他
- 日本テレビ
  - 資生堂提供おしゃれシリーズ（日曜22時台） - 『オシャレ30・30』『おしゃれカンケイ』『おしゃれイズム』『おしゃれクリップ』（2021.10 - 放送中）
- 関西テレビ
  - グータンシリーズ - 『グータン〜自分探しバラエティ〜』『空飛ぶグータン〜自分探しバラエティ〜』『グータンヌーボ』『グータンヌーボ2』